# Jerjes Justiniano Atalá
Jerjes Enrique Justiniano Atalá (Santa Cruz de la Sierra, Bolivia; 17 de abril de 1971) es un abogado y político boliviano que ocupó el alto cargo de ministro de la Presidencia de Bolivia durante apenas 20 días desde el 13 de noviembre hasta el 3 de diciembre de 2019 durante el gobierno de la presidenta Jeanine Añez Chávez. Durante su breve gestión, fue uno de los impulsores de las reuniones y acuerdos tendientes a lograr la pacificación del país.

## Biografía
Jerjes Justiniano Atalá nació el 17 de abril de 1971 en la ciudad de Santa Cruz de la Sierra. Es hijo del reconocido político cruceño Jerjes Justiniano Talavera (1940), quien fuera embajador de Bolivia en Brasil.
Comenzó sus estudios escolares en 1976. En 1988 egresó como bachiller del Colegio Adventista de Santa Cruz.
En 1989 Jerjes Justiniano se trasladó a vivir a la ciudad argentina de Paraná, ubicada en la Provincia de Entre Ríos en Argentina para estudiar teología en la Universidad Adventista del Plata. Luego de un par de años se trasladó en 1991 a la ciudad de Chillán, en Chile, para continuar con sus estudios de teología en la Universidad Adventista de Chile.[cita requerida]
En 1994, Jerjes Justiniano decidió retornar a Bolivia y ese mismo año ingresa a estudiar la carrera de derecho en la Universidad Autónoma Gabriel Rene Moreno (UAGRM) titulándose como abogado de profesión el año 1998 en la especialidad de Derecho Penal y Procesal Penal, obteniendo también una maestría en Derecho Penal y Procesal Penal.[cita requerida]
Durante su vida laboral, Jerjes Justiniano se desempeñó como docente universitario de varias universidades estatales y privadas, entre ellas la Universidad Autónoma Gabriel René Moreno (UAGRM), la  Universidad Privada de Santa Cruz de la Sierra (UPSA) y la Universidad Nacional Ecológica (UNE), tanto en el nivel pregrado como también en postgrado.[cita requerida]
En el desarrollo de su profesión, estuvo vinculado con varios casos judiciales de gran repercusión, como "Ostreicher", "Sejas Rosales", "LaMia", y "La manada".

### Ministro de la Presidencia de Bolivia (2019)
El 13 de noviembre de 2019, Jerjes Justiniano Atalá fue posesionado como ministro de la Presidencia de Bolivia por la entonces Presidenta de Bolivia Jeanine Añez Chávez, formando así parte de su primer gabinete.
Al inicio de su gestión en el ministerio, Jerjes Justiniano impulsó encuentros con distintos sectores a fin de lograr acuerdos que permitieran la pacificación del país, y llamó al diálogo ante la escalada de violencia que desembocó en las masacres de Sacaba y Senkata. 

En ese marco, avaló el Decreto Supremo 4078, —por el cual se eximía de responsabilidad penal a las Fuerzas Armadas y de seguridad en las acciones que ejecutaran—, y señaló “Este decreto simplemente autoriza a las Fuerzas Armadas, para que de manera conjunta con la Policía Nacional, puedan actuar en cumplimiento y en resguardo de la seguridad de todos los bolivianos”.
Formó parte de las discusiones del proyecto denominado «Ley para la Pacificación del País y para Reafirmar el Ejercicio de los Derechos y Garantías del Pueblo Boliviano», por el cual se intentaba recuperar la paz social.
El 3 de diciembre, la Presidente de Bolivia Jeanine Añez Chávez destituyó a Jerjes Justiniano Atalá, reemplazándolo por el agrónomo beniano Yerko Núñez Negrette. Los motivos de su destitución no fueron aclarados oficialmente. Algunas versiones extraoficiales señalaron que esta se debió a la acusación de coacción que realizara el entonces viceministro de políticas comunicacionales Danilo Jorge Romano, a la denuncia de una fiscal que lo acusó por una supuesta injerencia política en un caso de violación denominado "La Manada", que Jerjes Justiniano patrocinaba, y a su cercanía con Luis Fernando Camacho, presidente del Comité Cívico Pro Santa Cruz y futuro postulante a la Presidencia de Bolivia.
A diferencia de los otros ministros que ingresaron al gabinete junto con él, Jerjes Justiniano solamente permaneció poco más de dos semanas en su cargo.
| Predecesor: Juan Ramón Quintana Taborga | Ministro de la Presidencia de Bolivia 13 de noviembre de 2019 - 3 de diciembre de 2019 | Sucesor: Yerko Núñez Negrette |